# Oxalis semiloba
Oxalis semiloba är en harsyreväxtart. Oxalis semiloba ingår i släktet oxalisar, och familjen harsyreväxter.

## Underarter
Arten delas in i följande underarter:
- O. s. semiloba
- O. s. uhehensis